# 张海默
张海默（1923年—1968年），原名张泽藩，笔名海默、张凡、张藩等，男，山东黄县人，中国剧作家。